# Hajmás
Hajmás község Somogy vármegyében, a Kaposvári járásban.

## Fekvése
Kaposvártól körülbelül 14 kilométerre délkeletre fekszik a Surján-patak völgyében.
A közvetlenül határos települések: észak felől Szentbalázs, észak-északkelet felől Kaposkeresztúr, kelet felől Gödre, délnyugat felől Gálosfa, nyugat felől Kaposgyarmat, északnyugat felől pedig Cserénfa.

### Megközelítése
Jelenleg csak közúton érhető el, a 67-es főútról Bőszénfa déli részén keletnek kanyarodva, vagy a 66-os főútról Szentbalázs és Sántos határán dél felé letérve, mindkét irányból a 6621-es úton. Ez az út a belterületének délebbi részeit érinti, központjának északi felébe csak az abból kiágazó 66 158-as számú mellékút vezet.
Korábban a Kaposvár–Szigetvár-vasútvonal érintette, de annak megszűnése óta nincs közvetlen vasúti kapcsolata. A legközelebbi vasúti kapcsolódási lehetőséget a Dombóvár–Gyékényes-vasútvonal Taszár vasútállomása kínálja, nagyjából 12 kilométerre északra.

## Története
Első írásos említése 1346-ból ismert, ekkor Szerdahelyi Dersfi Péter birtokába került, majd 1425-ben Haghmasnak írták a nevét. A 18. században német családokat telepítettek a faluba, ekkor alakult ki az a kettősség, ami ma is jellemzi: a legészakibb részén, ahol magyarok éltek (és ezért Magyarfalunak hívták), sűrűbb a beépítés, a délin, ahol a németek (Németfalu), jóval ritkásabb.
A népesség egészen a 19. század végéig nőtt, onnantól kezdve viszont (főként az elvándorlás miatt) folyamatosan csökkent.

## Közélete

### Polgármesterei
- 1990–1994: Hatler János (független)[4]
- 1994–1998: Hatler János (független)[5]
- 1998–2002: Török Sándor (független)[6]
- 2002–2006: Török Sándor (független)[7]
- 2006–2010: Török Sándor (független)[8]
- 2010–2014: Török Sándor (független)[9]
- 2014–2019: Török Sándor (független)[10]
- 2019–2024: Török Sándor (Fidesz-KDNP)[11]
- 2024– : Török Sándor (független)[1]

## Népesség
A település népességének változása:
| Lakosok száma | 223  | 227  | 220  | 216  | 212  | 222  | 221  |
|               | 2013 | 2014 | 2015 | 2021 | 2022 | 2023 | 2024 |

A 2011-es népszámlálás során a lakosok 80,4%-a magyarnak, 9,1% cigánynak, 0,4% horvátnak, 0,4% románnak mondta magát (19,6% nem nyilatkozott; a kettős identitások miatt a végösszeg nagyobb lehet 100%-nál). A vallási megoszlás a következő volt: római katolikus 50,4%, református 1,3%, felekezet nélküli 25,2% (22,2% nem nyilatkozott).
2022-ben a lakosság 93,4%-a vallotta magát magyarnak, 6,1% cigánynak, 0,9% egyéb, nem hazai nemzetiségűnek (5,7% nem nyilatkozott; a kettős identitások miatt a végösszeg nagyobb lehet 100%-nál). Vallásuk szerint 50,5% volt római katolikus, 0,9% református, 0,5% görög katolikus, 0,5% egyéb keresztény, 4,7% egyéb katolikus, 8% felekezeten kívüli (34,9% nem válaszolt).

## Nevezetességei
Római katolikus templomát Lamping József tervezte, helyi védelem alatt áll.